# Скалон, Николай Александрович
Никола́й Алекса́ндрович Скало́н (3 (15) ноября 1809 — 2 (14) ноября 1857) — могилевский губернатор (1854—1857), действительный статский советник. Брат Антона Александровича Скалона.

## Биография
Происходил из дворянского рода Скалонов. Родился 3 (15) ноября 1809 года в семье Александра Антоновича Скалона (1770—1851); мать — Анна Петровна, дочь харьковского губернатора П. Ф. Сабурова.
По окончании Пажеского корпуса в 1829 году, был выпущен из камер-пажей в прапорщики лейб-гвардии Финляндского полка. Участвовал в подавлении восстания в Польше в 1831 году. В 1832 году был прикомандирован к Гвардейскому Генеральному штабу, а в следующем году переведён в этот штаб. В 1839 году был командирован в 6-й пехотный полк. В том же году, 10 ноября был уволен от службы подполковником. В 1846 году был принят на службу с переименованием в надворные советники (со старшинством с 14 февраля 1846 года) и причислен к Министерству внутренних дел.
Занимал должности архангельского (1847—1849) и черниговского (1849—1854) вице-губернаторов. Получил чины коллежского советника (14 февраля 1849) и статского советника (14 февраля 1853). С 11 сентября 1854 года был назначен исправлять должность могилёвского гражданского губернатора, а после производства в действительные статские советники (31 декабря 1855) утверждён в этой должности. На этом посту он и скончался 2 (14) ноября 1857 года.
Был знаком с Пушкиным и Карамзиным, дружил с братьями Клементием и Аркадием Россетами, также воспитанниками Пажеского корпуса; 31 января 1837 года находился в квартире Пушкиных, когда тело поэта выносили для отпевания в Конюшенную церковь.
Жена (с 9 ноября 1841 года) —  Елена Михайловна Левицкая (1819—1850), дочь генерала от инфантерии Михаила Ивановича Левицкого. Их сын — Евстафий Николаевич Скалон (1845—1902).

## Награды
- Орден Святой Анны 4-й степени с надписью «За храбрость» (1831)
- Орден Святого Владимира 4-й степени (1839)
- Орден Святой Анны 2-й степени с императорской короной (1852)
- Орден Святого Владимира 3-й степени (1854)
- польский Знак отличия за военное достоинство 4-й степени (1831) и Знак отличия за XV лет беспорочной службы (1854)